# Cherserigone
Cherserigone Denis, 1954 è un genere di ragni appartenente alla famiglia Linyphiidae.

## Distribuzione
L'unica specie oggi attribuita a questo genere è stata rinvenuta in Algeria meridionale, nella zona del Massiccio dell'Ahaggar.

## Tassonomia
A maggio 2011, si compone di una specie:
- Cherserigone gracilipes Denis, 1954[3] — Algeria